# Fenibut
Fenibut, nombre contraído de su nombre químico β-phenyl-γ-aminobutyric acid (β-phenyl-GABA), es un derivado del neurotransmisor inhibitorio GABA. Químicamente, Fenibut es GABA con un anillo fenil en la posición beta, lo que permite pasar al cerebro eficazmente.  Fue desarrollado en la Unión Soviética en los años 1960 y es utilizado ampliamente para tratar ansiedad, estrés postraumático, fatiga, insomnio, además de otras afecciones.
En otras partes del mundo, como la mayoría de Europa y Estados Unidos no está comercializado como medicamento pero si como suplemento alimenticio de acciones levemente calmantes, y con efectos positivos en la motivación y estado anímico . Muchas investigaciones afirman que tiene acciones nootropicas, es decir, aumenta las funciones neurológicas como la memoria.  Por lo general se asume que fenibut tiene acciones ansiolíticas, tanto en humanos como en animales, aunque de potencia muy inferior a las benzodiazepinas.
Fenibut es un análogo estructural del GABA, así como del baclofeno (β-(4-chlorophenyl)-GABA), de la pregabalina (β-isobutyl-GABA), y el GABOB (β-hydroxy-GABA).
Primeramente se supo que actuaba como un GABAB receptor agonista como el baclofeno pero realmente luego se supo que también era un potente bloqueador de la subunidad α2δ  de los canales de calcio, compartiendo este mecanismo de acción con la gabapentina y la pregabalina otros análogos del GABA.

## Historia
Fenibut fue sintetizado en la Universidad pedagógica estatal de Rusia Herzen (URSS), por el equipo del profesor Vsevolod Perekalin, y testado en el Instituto de Medicina Experimental de la URSS.
Fenibut se incluyó en el equipamiento estándar para los cosmonautas rusos, con la principal ventaja frente a otros agentes ansiolíticos como las benzodiacepinas, es que, mientras que estas últimas tienen efectos más potentes ansiolíticos, también hacia que los cosmonautas se encontraran somnolientos.  Fenibut por el contrario baja los niveles de ansiedad sin afectar negativamente al rendimiento, sino más bien todo lo contrario.
En 1975, Fenibut fue incluido en el kit de cosmonautas para aquellos que participaron en la misión conjunta Apollo-Soyuz.

## Química
En términos de estructura química, fenibut es un derivado del gaba con un grupo fenilo en la posición beta.
Realmente tiene la misma estructura que el baclofeno (Solamente faltándole el átomo de cloro en la posición para.) Baclofeno también se puede llamar entonces, clorofenibut.
Fenibut también tiene el grupo feniletilamina en su estructura.
Pregabalina tiene la misma estructura también, cambiando el grupo fenil por el grupo isobutil.

## Uso como suplemento
Mientras que en algunos países se utiliza como medicamento para afeciones como ansiedad, insomnio, etc, en la mayoría de los países de Europa y Estados Unidos se utiliza como suplemento nutricional y/o deportivo.
Fenibut se utiliza para aumentar la sociabilidad, la motivación, la atención, el rendimiento, para la hiperactividad, además de para eliminar la ansiedad y tratar el insomnio.
Además, puede levantar el estado anímico, y eliminar la fatiga.
Fenibut es neuroprotector y aumenta la hormona del crecimiento, y es bien sabido que un aumento de la hormona del crecimiento puede verse traducido en un aumento de la masa muscular y una eliminación de la grasa.
Se suele comprar en polvo, como fórmula única, o incluso en fórmulas con más aminoácidos para el descanso, utilizado para deportistas.
|  |  | - Fórmula única de phenibut de un fabricante. | - Etiqueta de fenibut de un fábricante, dónde advierte el límite recomendado semanal. |
|  |  | --------------------------------------------- | ------------------------------------------------------------------------------------- |

## Farmacología
Fenibut actúa como un agonista del GABAB receptor de forma similar al baclofeno y el GHB aunque se tiene que matizar, que el GHB también actúa en el receptor pro-convulsivo llamado GHB receptor y es el receptor causante del abuso de este último y es el receptor por el cual el GHB muestra mayor afinidad. Fenibut, no actúa en este receptor por tanto no tiene las cualidades de abuso del GHB.
La literatura científica está a favor de que el fenibut produce un efecto tranqulizante, preservando las funciones neurológicas incluso mejorando la memoria.
Además, fenibut reduce el tiempo de inmobilidad del test de nado forzado en ratones, un determinado test que apunta a una actividad antidepresiva del fenibut, el cual es bloqueado por un antagonista del receptor GABAB.
Además se ha comprobado que aumenta los niveles de dopamina en el estriado, haciendo que las vías dopaminérgicas cerebrales funcionen mejor bajo la presencia de fenibut.
Recientemente se ha comprobado que además, fenibut es un bloqueador de la subunidad α2δ de los canales de calcio, compartiendo este mecanismo de acción con la gabapentina y la pregabalina otros análogos del GABA y que este mecanismo de acción podría ser igual de importante sino más, en las acciones de este compuesto .

## Dosis
En los países en los que se utiliza médicamente, se recomienda una dosis de 250–1500 mg dos veces al día.

## Reacciones adversas

### Efectos secundarios
Los efectos secundarios de fenibut son parecidos a los del baclofeno, pero mucho más suaves. Estos incluyen, somnolencia, efectos tipo resaca, dolores de cabeza, y bajón en el estado anímico y motivación una vez los efectos se han pasado

### Sobredosis
Síntomas de sobredosis son, temperatura corporal disminuida, relajación muscular y somnolencia.

### Síndrome de abstinencia
Realmente, el único efecto serio del fenibut es el síndrome de abstinencia, producido por un consumo continuado que incluye ansiedad, nerviosismo, temblores, agitación, mareo, irritabilidad, fatiga, pérdida de apetito, taquicardia, náusea, vómitos, tensión, insomnio y en casos más graves psicosis y alucinaciones. Estos síntomas pueden alargarse hasta dos semanas después de cesar el consumo.
La tolerancia al fenibut se produce rápidamente, a veces hasta por el consumo de tan solo tres días seguidos.

Muchos fabricantes de fenibut, que lo incluyen en fórmulas de suplementos alimenticios, advierten y ponen un máximo de 4 gramos a la semana para prevenir esta serie de efectos, o incluso se recomienda no consumir fenibut más de dos veces por semana

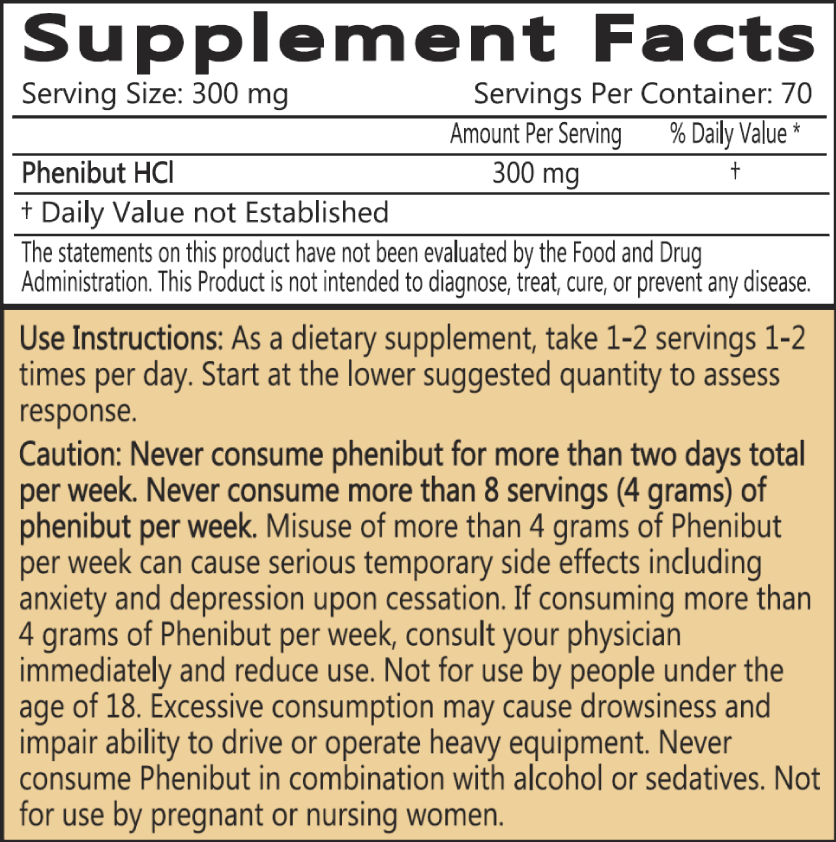
Etiqueta de fenibut de un fábricante, dónde advierte el límite recomendado semanal.